# Monestir de Santa Maria de Cós
El Monestir de Santa Maria de Cós, antigament referit com a Reial Monestir de Santa Maria de Cós (el títol oficial en la Congregació d'Alcobaça a la qual pertanyia), es troba a la d'Unió de les Freguesies de Cós, Alpedriz i Montes, al municipi d'Alcobaça, districte de Leiria, a Portugal.

## Història
Destinat a monges del Cister, el monestir es fundà a finals del segle xii, o més probablement a la primeria del s. XIII. La menció més antiga a la seua existència es remunta a l'any 1241. La primera abadessa el nom de la qual es coneix és Maria Peres, referida en un document datat del 1337.
Aquest monestir conegué un gran creixement a partir de 1530, quan va ser reformat per iniciativa del rei Joan III i del seu germà el cardenal infant Afonso, abat comendatari d'Alcobaça. En aquest segle va sofrir remodelacions importants: se'n va construir una nova capella, de què subsisteix l'element més notable, el portal manuelí de l'extrem est del cor. Al segle XVII les obres realitzades van resultar en la imposant església actual i en la modernització del claustre i dels dormitoris. A començaments del segle xviii es van donar, en l'església, els acabats, d'inspiració barroca, dels altars en talla daurada, de les rajoles i de les pintures del sostre.
Aquest període va acabar amb la catàstrofe del terratrèmol de 1755, quan les monges van estar, durant un temps, desallotjades i, més tard, al 1834, amb l'extinció dels ordes religiosos.
Actualment, en aquest conjunt conventual, les estructures de suport al monestir estan distribuïdes al voltant.
El temple, únic element d'aquest conjunt que es manté preservat, té forma longitudinal, i és extensiu al cor de les monges. El portal principal, també bolcat al sud, té un frontis triangular interromput pel blasó reial. Porta la data del 1671.

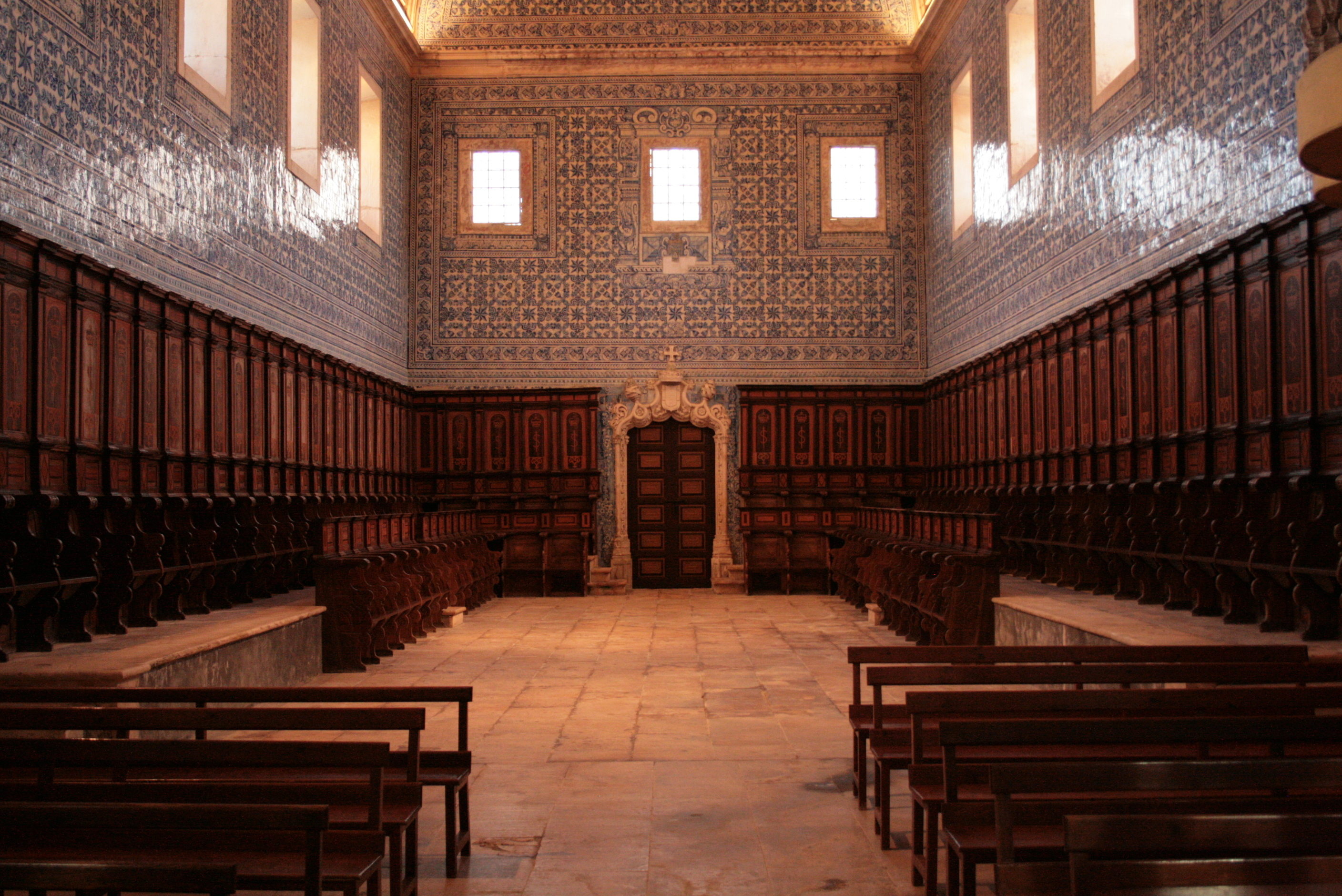
Cor de l'església del Monestir de Santa Maria de Cós

L'interior de l'església és constituït per una sola nau, amb capella principal més elevada, i pel cor. El sostre de la nau està separat del cor per un gran arc amb reixat. La capella principal, més estreta que la nau només té un tram.
El cor de monges, amb un cadiram de 106 seients, és revestit amb rajoles de patrons blaus i blancs.
La sagristia també és revestida de panells de rajoles, amb episodis de la vida de sant Bernard, i amb el sostre folrat de fusta pintada.

## Classificació
L'església ha estat classificada com a Immoble d'Interés Públic pel Decret n.º 35 443, de 2 de gener de 1946.
El 29 de març de 2017 s'obrí un procediment d'ampliació de la classificació del monestir, per incloure l'ala (en ruïnes) de l'antic dormitori anomenat "del Cardenal", per reclassificar el conjunt monàstic com a Monument Nacional i redenominar-lo «Església i part de l'antic dormitori i altres dependències del Monestir de Santa Maria de Cós», el projecte del qual va ser publicat el 29 d'abril del 2020.
L'església de Santa Maria de Cós amb l'antic dormitori i restants dependències del monestir es decretaren oficialment com a Monument Nacional al Consell de Ministres del 22 d'abril de 2021.

## Arxiu
L'arxiu del monestir és dipositat a l'Arxiu Nacional/Torre do Tombo i a l'Arxiu de Leiria.